# Eriosoma grossulariae
Eriosoma grossulariae är en insektsart som först beskrevs av Schüle 1887. Enligt Catalogue of Life ingår Eriosoma grossulariae i släktet Eriosoma och familjen långrörsbladlöss, men enligt Dyntaxa är tillhörigheten istället släktet Eriosoma och familjen pungbladlöss. Arten är reproducerande i Sverige. Inga underarter finns listade i Catalogue of Life.